# Обер (станция RER)
Обер (фр. Auber) — станция линии A транспортной сети RER. Расположена в IX округе Парижа.

## История
Строительство началось в 1968 году. Станция была открыта 23 ноября 1971 года. Архитектором станции стал Андре Вогенски. Имеет 2 боковые платформы с 2 железнодорожными путями между ними.

## Общественный транспорт
- RER линия E: Станция Османн — Сен-Лазар
- Метро

- Авр — Комартен
- Опера
- Сен-Огюстен
- Сен-Лазар

- Вокзал Сен-Лазар: линии Transilien J и L
- Автобус: 20, 21, 22, 27, 29, 42, 52, 53, 66, 68, 81, 95, Руассибюс, Опен Тур, N15, N16